# アーサー・ウェルズリー (第2代ウェリントン公爵)

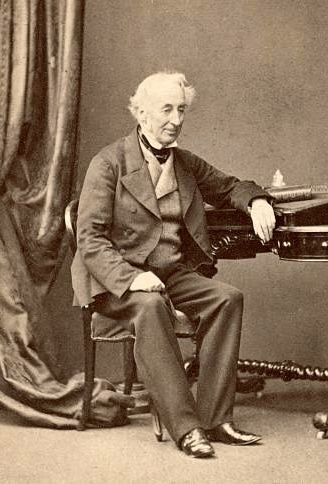
1870年ごろの肖像写真。

第2代ウェリントン公爵アーサー・リチャード・ウェルズリー（英語: Arthur Richard Wellesley, 2nd Duke of Wellington KG PC、1807年2月3日 – 1884年8月13日）は、イギリスの貴族、政治家、軍人。ワーテルローの戦いでイギリス軍を率いた初代ウェリントン公爵アーサー・ウェルズリーの長男。1812年から1814年までドゥロ卿の、1813年から1852年までドゥロ侯爵の儀礼称号を使用した。軍人としての最終階級は陸軍中将。政治家としては庶民院議員（在任：1829年 – 1832年、1837年 – 1852年）、主馬頭（1853年 – 1858年）を務めた。

## 生涯

### 生い立ち
初代ウェリントン公爵アーサー・ウェルズリーと妻キャサリン（Catherine、旧姓パケナム（Pakenham）、1773年ごろ – 1831年4月24日、第2代ロングフォード男爵エドワード・マイケル・パケナムの娘）の長男として、1807年2月3日にメリルボーンのハーレー・ストリートで生まれ、1808年6月27日にダブリンのセント・パトリック大聖堂で洗礼を受けた。弟チャールズと同じく、父と親しくないとされ、エドワード・ジョン・リトルトンは1832年6月17日の日記で「公爵は息子たちが好きだが、私は彼らが一緒に乗馬したり歩いたりするところを見たことがなく、話すことも滅多にないと思う。（中略）一方で（公爵は息子たちが）アプスリー・ハウスをバラックのように使うことを許し、そこで食事するときは一緒に食卓に着くことを許している」と述べた。
1820年から1823年までイートン・カレッジで教育を受けた後、1824年10月16日にオックスフォード大学クライスト・チャーチに入学した後、1825年4月15日にケンブリッジ大学トリニティ・カレッジに転校、1830年にM.A.の学位を修得した。1835年7月6日、LL.D.の名誉学位を授与された。

### 軍歴
1823年3月20日、エンサイン（歩兵少尉）への辞令を購入して、第81歩兵連隊に配属された。1825年に第71歩兵連隊に転じた後、同年6月2日にコルネット（騎兵少尉）への辞令を購入して、ロイヤル・ホース・ガーズに配属された。1827年7月1日、中尉への辞令を購入して昇進した。のちに半給となるが、1828年7月24日に大尉への辞令を購入して、第60歩兵連隊に配属された。1830年11月2日に少佐への辞令を購入して、所属連隊なし（半給扱い）で昇進した。1831年8月2日にライフル旅団に配属された。1834年8月12日に中佐への辞令を購入して、所属連隊なし（半給扱い）で昇進した。1842年から1852年まで父がイギリス陸軍最高司令官を務めたとき、ドゥロ侯爵はそのエー＝ド＝カン（副官）を務めた。1846年11月9日に大佐への名誉昇進辞令を受けた。1853年8月4日にヴィクトリア・ライフル志願兵部隊の指揮官（軍階は中佐）に任命され、1870年まで務めた。1854年6月20日、少将への名誉昇進辞令を受けた。1862年2月2日、中将に昇進した。1863年12月18日、陸軍から引退した。

### 政治家として

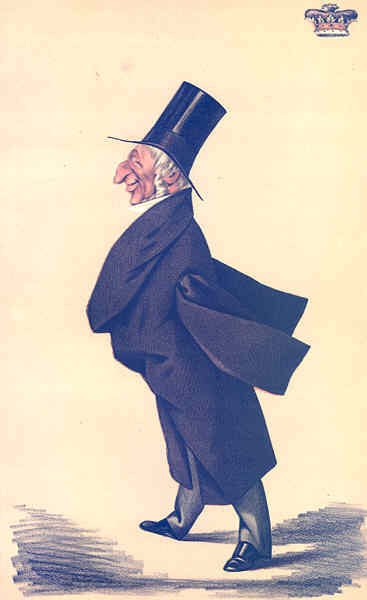
『バニティ・フェア』1872年6月22日号におけるカリカチュア、アドリアーノ・チェチオーニ画。

1828年に父が首相に就任すると、父のパトロネージを望む人物がドゥロ侯爵に庶民院の議席を与えると打診するようになった。最終的に父が受け入れたのは第3代ハートフォード侯爵フランシス・シーモア＝コンウェイの打診であり、2人の取り決めによりドゥロ侯爵は1829年2月にオールドバラ選挙区で当選、代償としてハートフォード侯爵の親族にあたるホレス・ビーチャム・シーモアが優遇を受けた。このとき、ドゥロ侯爵は弟とともに大陸ヨーロッパを旅しており、庶民院議員に就任したのは1830年2月4日のことだった。その後、1830年と1831年の総選挙で再選した。
議会ではユダヤ人解放に反対した（1830年5月）。一方、政治観が父と異なったため2人は不和になり、同年に母が重病になった（4月に死去）ことでドゥロ侯爵はしぶしぶ父に従い、第1回選挙法改正に反対票を投じた。
1832年イギリス総選挙では出馬を望まなかったが、最終的には選挙法改正支持派の得票が反対派の倍となることが予想されたノース・ハンプシャー選挙区での出馬に同意した。そして、ドゥロ侯爵は723票（得票数3位）で予想通りに落選した。1835年イギリス総選挙でノース・ハンプシャーでの立候補を拒否したが、1837年イギリス総選挙でノリッジ選挙区から出馬して、1,863票（得票数2位）を得て、僅差でホイッグ党候補を破った。1841年イギリス総選挙で無投票で再選した後、1847年イギリス総選挙で1,727票（得票数2位）を得て再選、1852年イギリス総選挙で1,592票（得票数3位）しか得られずに落選した。
落選から間もない1852年9月14日に父が死去すると、連合王国貴族におけるウェリントン公爵位、オランダ貴族であるワーテルロー公爵位、ポルトガル貴族であるヴィトーリア公爵位、スペイン貴族であるシウダ・ロドリゴ公爵位を継承した。1853年1月21日に主馬頭に任命され、同年2月7日に枢密顧問官に任命された。1858年2月に主馬頭を辞任、同年3月25日にガーター勲章を授与された。
1863年7月25日に伯父の孫にあたる第5代モーニントン伯爵ウィリアム・ポール＝ティルニー＝ロング＝ウェルズリーが死去すると、アイルランド貴族であるモーニントン伯爵位を継承した。
1868年5月28日から1884年に死去するまでミドルセックス統監を務めた。

### 晩年
1883年時点でハンプシャーに15,847エーカーの、ハートフォードシャーに2,246エーカーの、サマセットに529エーカーの、バークシャーに494エーカーの領地を所有し、合計で年収22,162ポンド相当だった。
晩年は片目が失明した。1884年8月13日にブライトン駅で急死、ストラトフィールド・セイで埋葬された。弟の息子ヘンリーが爵位を継承した。

## 家族
1839年4月19日、エリザベス・ヘイ（1820年9月27日 – 1904年8月13日、第8代ツィードデイル侯爵ジョージ・ヘイの四女）と結婚したが、2人の間に子供はいなかった。